# 錦綉格粒螺
錦綉格粒螺（学名：Inella chrysalis）为左錐螺科格粒螺屬下的一个种。

## 分佈
本物種見於台灣綠島。

## 外部連結
- 維基物種上的相關：錦綉格粒螺